# Bouderbala
Bouderbala (arabiska: بودربالة) är en ort i Marocko, som i folkräkningen räknas som stad i landskommunen Aït Boubidmane. Den ligger i provinsen El Hajeb och regionen Fès-Meknès, 140 km öster om huvudstaden Rabat. Antalet invånare var 7 907 vid folkräkningen 2014.